# 加藤幹典
加藤 幹典（かとう みきのり、1985年6月4日 - ）は、神奈川県横浜市出身の元プロ野球選手（投手）。2023年より、ベースボール・チャレンジ・リーグ（BCリーグ）の山梨ファイアーウィンズで代表を務め、準加盟球団だった2024年は監督も兼務した。
プロ野球選手で東北楽天ゴールデンイーグルスに所属した投手の加藤貴大は実弟。

## 来歴・人物

### プロ入り前
小学校1年時に、横浜市緑区少年野球連盟の寺山スネークスで軟式野球を始める。横浜市立中山中学校では軟式野球部に所属していた。
神奈川県立川和高等学校への進学後は、1年時の秋季県大会からエースの座を確保。甲子園球場の全国大会とは無縁であったが、3年時には内竜也（川崎工業高等学校）や吉田幸央（城郷高等学校）と並んで「神奈川公立BIG3」と称された。実際にNPBのある球団からドラフト会議での指名話が持ち込まれていたが、加藤の登板試合を視察していた鬼嶋一司（当時は慶応大学野球部の監督）からの勧めで、地元の神奈川県内にキャンパスがある慶應義塾大学環境情報学部（SFC）へ進学した。
慶応大学時代に登板した東京六大学野球のリーグ戦では、1年時の秋季に、リーグトップの防御率1.07、5勝という成績でベストナインに選ばれるとともに、チームの優勝に大きく貢献した。この優勝によって出場した第35回明治神宮野球大会では、準優勝に終わったものの、東亜大学との決勝戦に登板した。
東京六大学野球のリーグ戦には、通算で64試合に登板。チーム史上最多の通算371奪三振を記録したほか、21世紀初・通算20人目の30勝投手になった（通算成績は30勝17敗、防御率2.14）。3年時には、東京六大学選抜チームの一員として、東京ヤクルトスワローズとの対抗戦に登板している。さらに、4年時の2007年には、第36回日米大学野球選手権大会や北京プレオリンピックに日本代表として出場。英語に堪能なことから、日米大学野球で開催国のアメリカ合衆国へ渡った際には、英語でのスピーチを披露した。
2007年のNPB大学生・社会人ドラフト会議直前には、以上の実績を背景に、大場翔太・長谷部康平と共に「大学生BIG3」と称された。実際には、1巡目でヤクルトから単独指名を受けた後に、年俸1,500万円、契約金1億円に出来高分5,000万円（金額は推定）という最高の条件で入団した。背番号は、この年まで石井一久が着用していた16。

### ヤクルト時代
2008年には、前年に勝利数の3位までを占めていたセス・グライシンガー（16勝）、石井（9勝）、藤井秀悟（7勝）が揃って他球団へ移籍したチーム事情を背景に、新人ながらレギュラーシーズンの開幕投手候補に挙げられていた。もっとも、本人が後に明かしたところによれば、春季一軍キャンプの時点から大学時代ほど球速や調子が出ていなかったという。一時はチームドクターに相談したが、肩に痛みを覚えるほどの違和感ではなかったことから、自身の意思でオープン戦以降も一軍に帯同。セントラル・リーグの新人選手ではただ1人、公式戦の開幕を一軍で迎えると、3月30日には読売ジャイアンツ（巨人）との開幕カード第3戦（明治神宮野球場）に先発投手として公式戦デビューを果たした。以降も一軍公式戦7試合に登板したが、0勝2敗、防御率8.86という成績でシーズンを終了。
2009年には、左肩のコンディションが上がらず、前年に148km/hを記録していたストレートの球速が140km/hの前半にまで低下。一軍公式戦には9月18日の対巨人戦（神宮）に救援で登板しただけで、1死も取れずに満塁本塁打を含む5連打で5点を失って降板したため、防御率は無限大として扱われている。
2010年には、ストレートが最速でも140km/hを切ったことから、病院で検査を受けたところ左肩甲上の神経麻痺と診断。「肩を手術しても完治の確率は5%以下」と告げられたため、手術を受けず、レギュラーシーズンの序盤まで二軍での調整に専念した。後に、二軍のイースタン・リーグで実戦復帰を果たすと、7月8日の阪神タイガース戦（阪神甲子園球場）に先発で登板。5回3失点という内容で、一軍公式戦唯一の勝利を挙げた。イースタン・リーグの公式戦でも、一場靖弘と並んでチームトップの7勝をマーク。7月22日に長崎ビッグNスタジアムで開かれたフレッシュオールスターゲームでも、同リーグ選抜の4番手投手として登板した。
2011年には、春季キャンプ前の1月に、8歳年上のフリーライター・松本小夜香と結婚した。レギュラーシーズンでは、一軍で救援に5試合、先発で1試合に登板したが、通算防御率9.00で勝敗は付かなかった。その一方で、左肩痛を抱えたまま引退させられることへの危機感を背景に、シーズン終了後の秋季キャンプ中からセカンドキャリアに向けた勉強を始めた。
2012年には、一軍公式戦での登板機会がなかった。さらに、「『仕事』という意識が芽生えてしまって野球を楽しめない」という心境に陥ったことから、10月2日に戦力外通告を受けたことを機に現役を引退。球団からは、親会社であるヤクルト本社での勤務を勧められた。

### 引退後
引退した当初は、「誰も手掛けていなかった分野を目指したい」との意向を持っており、税理士資格の取得や起業も検討していた。しかし、フリーライターながらファッション関連イベント会社との契約で編集長を務めた経験を持つ松本から「社会人としての基本ができていない」「今のままで起業しても100%失敗する」と指摘されたことがきっかけで、2012年12月1日からヤクルト本社の宅配営業部に勤務。ヤクルトレディーに同行しながら、ヤクルト製品の訪問販売に携わった。勤務に際しては、松本から「きちんと社会人として仕事ができるようになってもなお、『自分で事業を始めたい』という思いがあれば、私を納得させて（ヤクルト本社を）辞めればいい」と告げられたという。
2015年1月30日付で、日本学生野球協会から学生野球資格回復の適性を認定。この認定によって、同協会に加盟する大学・高校の野球部での指導が可能になった。
2016年の秋から母校の川和高等高校硬式野球部で非常勤のコーチを務めている。
2017年にヤクルト本社を退社した。
2018年に株式会社FORMICを埼玉県東松山市に設立。代表取締役として、横浜や池袋で「ヒーローズアカデミー」（NPBの元選手が指導する野球教室プログラム）を運営している。その一方で、2018年7月11日からは、株式会社R.E WORKSと提携。「提携アスリート」という立場で、野球に関するセミナーの講師も務める。ヤクルトでの1年目に左肩の違和感を覚えながら、チームドクターへの申告が不十分だったことで左肩のコンディションをかえって悪化させたことを背景に、野球教室やセミナーでは故障を起こさない身体の使い方の指導にも取り組んでいる。
2020年4月からは、上記の活動と並行しながら、東京インディペンデンツ（東京都内の中学野球チーム）のヘッドコーチにも就任。

### 現役復帰
2021年にSUNホールディングス硬式野球部の臨時投手コーチに就任したが、チーム事情から「コーチ兼投手」として日本野球連盟の関東地区連盟に登録。同年5月31日には、社会人野球日本選手権大会の関東代表決定戦（JPアセット証券との1回戦）で、ヤクルトからの退団以来10年振りに公式戦のマウンドに上がった。2点のビハインドで迎えた5回からの救援登板で1アウトを取ったものの、先頭打者から2者連続で四球を与えるなどの乱調によって、6点を失った末に28球（自責点5）で交代。チームも、0対13という大差で初戦敗退を喫した。本人は試合後に、「10年振りの実戦登板で練習不足は否めなかったが、投げていても左肩が思ったほど痛くならなかったことは収穫で、『しっかり調整をすれば、ある程度は（相手の打者を）抑えられるんじゃないかな』という感触もあった」という表現で、今後もチームの状況に応じて登板する意向を示していた。
2022年は左腕の投手コーチに専任し、同年をもってチームを離れた。

### 再引退後
2022年からは株式会社ZENB ACADEMYの代表取締役にも就任した。
2023年6月28日、同日付でベースボール・チャレンジ・リーグ（ルートインBCリーグ）への準加盟が承認された「山梨県民球団」の設立準備室代表となったことが発表された。山梨県民球団は、公募により同年12月に「山梨ファイアーウィンズ」に球団名が決まった。
2024年4月に山梨ファイアーウィンズの公式ウェブサイトがリニューアルされた際、監督を務めることが明らかにされた。同年7月4日に、山梨ファイアーウィンズは2025年のシーズンからリーグに正式加盟してリーグ戦に参加することが発表された。2025年シーズンの監督は五島裕二が就任することが2024年8月に発表された。退任発表・表明等はなかったが、球団ウェブサイト上では2025年2月に監督の表記が五島に変更された。

## プレースタイル・人物
最速150キロのストレートを投げる。変化球は縦・横のスライダーとシュートを駆使して投球を組み立てる。
現役時代、キャンプ視察に来ていた慶應の大先輩である佐々木信也と星野仙一が会話をしていた際、両者の前を通りかかった加藤が佐々木を無視したことに、星野がその場で叱り飛ばしたことがあった。

## 詳細情報

### 年度別投手成績
| 年 度     | 球 団     | 登 板 | 先 発 | 完 投 | 完 封 | 無 四 球 | 勝 利 | 敗 戦 | セ 丨 ブ | ホ 丨 ル ド | 勝 率 | 打 者 | 投 球 回 | 被 安 打 | 被 本 塁 打 | 与 四 球 | 敬 遠 | 与 死 球 | 奪 三 振 | 暴 投 | ボ 丨 ク | 失 点 | 自 責 点 | 防 御 率 | W H I P |
| --------- | --------- | ----- | ----- | ----- | ----- | -------- | ----- | ----- | -------- | ----------- | ----- | ----- | -------- | -------- | ----------- | -------- | ----- | -------- | -------- | ----- | -------- | ----- | -------- | -------- | ------- |
| 2008      | ヤクルト  | 8     | 4     | 0     | 0     | 0        | 0     | 2     | 0        | 0           | .000  | 106   | 21.1     | 34       | 3           | 8        | 2     | 2        | 8        | 2     | 0        | 21    | 21       | 8.86     | 1.97    |
| 2009      | ヤクルト  | 1     | 0     | 0     | 0     | 0        | 0     | 0     | 0        | 0           | ----  | 5     | 0.0      | 5        | 1           | 0        | 0     | 0        | 0        | 1     | 0        | 5     | 5        | ----     | ----    |
| 2010      | ヤクルト  | 8     | 2     | 0     | 0     | 0        | 1     | 1     | 0        | 0           | .500  | 71    | 15.0     | 19       | 3           | 9        | 1     | 0        | 7        | 0     | 0        | 11    | 11       | 6.60     | 1.87    |
| 2011      | ヤクルト  | 6     | 1     | 0     | 0     | 0        | 0     | 0     | 0        | 0           | ----  | 46    | 10.0     | 10       | 3           | 7        | 0     | 0        | 4        | 0     | 0        | 10    | 10       | 9.00     | 1.70    |
| 通算：4年 | 通算：4年 | 23    | 7     | 0     | 0     | 0        | 1     | 3     | 0        | 0           | .250  | 228   | 46.1     | 68       | 10          | 24       | 3     | 2        | 19       | 3     | 0        | 47    | 47       | 9.13     | 1.99    |

### 記録
投手記録
- 初登板・初先発：2008年3月30日、対読売ジャイアンツ3回戦（明治神宮野球場）、4回2/3を2失点
- 初奪三振：同上、3回表に李承燁から空振り三振
- 初勝利・初先発勝利：2010年7月8日、対阪神タイガース11回戦（阪神甲子園球場）、5回3失点

打撃記録
- 初安打・初打点：2010年7月8日、対阪神タイガース11回戦（阪神甲子園球場）、4回表に安藤優也から一塁適時内野安打

### 背番号
- 16 （2008年 - 2011年）
- 46 （2012年）
- 83 （2024年）